# Marcellaz-Albanais
Marcellaz-Albanais ist eine französische Gemeinde im Département Haute-Savoie in der Region Auvergne-Rhône-Alpes.

## Geographie
Marcellaz-Albanais liegt auf 550 m, in der Nähe von Rumilly, etwa zehn Kilometer westlich der Stadt Annecy (Luftlinie). Das ehemalige Bauerndorf erstreckt sich im Alpenvorland auf einem Hochplateau im nördlichen Albanais, südlich des Tals des Fier.
Die Fläche des 14,54 km² großen Gemeindegebiets umfasst einen Abschnitt des Albanais. Die nördliche Grenze verläuft entlang dem linken Talrand des Fier, der hier in einem breiten Talboden von Osten nach Westen fließt. Vom Val de Fier erstreckt sich das Gemeindeareal südwärts auf die gewellte Hügellandschaft, die sich zwischen den Tälern von Fier und Chéran ausbreitet. Durch verschiedene moorige Senken und Taleinschnitte wird die Landschaft untergliedert. Mit 729 m wird auf der Höhe von Les Lanches die höchste Erhebung von Marcellaz-Albanais erreicht.
Zu Marcellaz-Albanais gehören neben dem eigentlichen Ortskern auch zahlreiche Weilersiedlungen und Gehöfte, darunter:
- Faramaz (420 m) auf einer Geländeterrasse am südlichen Talhang des Fier; der westliche Teil des Weilers gehört zu Sales
- Chenanche (480 m) auf einem Geländevorsprung am südlichen Talhang des Fier
- Peignat (550 m) hoch über der breiten Talniederung des Chéran
- Germagny (570 m) auf einem Vorsprung hoch über der breiten Talniederung des Chéran
- Chaunu (580 m) hoch über der breiten Talniederung des Chéran
- Joudrain (575 m) östlich des Dorfes
- Oilly (610 m) auf einem Vorsprung östlich des Dorfes
- La Molière (640 m) am Südwesthang der Höhe von Les Lanches
- Montmasson (630 m) am Südhang der Höhe von Les Lanches

Nachbargemeinden von Marcellaz-Albanais sind Hauteville-sur-Fier im Norden, Étercy, Chavanod und Montagny-les-Lanches im Osten, Chapeiry und Saint-Sylvestre im Süden sowie Boussy und Sales im Westen.

## Geschichte
Die erste urkundliche Erwähnung von Marcellaz erfolgte im Jahr 1344 unter dem Namen Marsolaz. Der Ortsname geht auf den gallorömischen Personennamen Marcellus zurück und bedeutet so viel wie Landgut des Marcellus. Im Mittelalter gehörte Marcellaz zur Herrschaft Hauteville. Zur besseren Unterscheidbarkeit von der gleichnamigen Gemeinde im Faucigny wurde Marcellaz im 19. Jahrhundert oft auch Marcellaz-en-Genevois genannt. 1921 wurde der heute offizielle Name Marcellaz-Albanais eingeführt. Zu einer Gebietsveränderung kam es 1923, als der Weiler Champagne zusammen mit dem südlichen Talboden des Fier von Marcellaz abgetrennt und Hauteville-sur-Fier zugeschlagen wurden.

## Sehenswürdigkeiten
Die heutige Pfarrkirche wurde 1842 bis 1843 an der Stelle eines Vorgängerbaus (1624 errichtet) im Stil des sardischen Neoklassizismus erbaut, wobei der Glockenturm der früheren Kirche erhalten blieb. 1963 wurde das Gotteshaus einer umfassenden Restauration unterzogen. Auf dem Gemeindegebiet befinden sich vier Herrschaftshäuser, die alle aus dem Mittelalter stammen, nämlich die Schlösser von Marcellaz, Faramaz, Vernay und Pieuillet. Besuchenswert ist das Musée de l’Art de l’Enfance, eine Kinderspielzeugmuseum.

## Bevölkerung
| Jahr                       | 1962 | 1968 | 1975 | 1982 | 1990 | 1999 | 2005 |
| Einwohner                  | 670  | 599  | 649  | 839  | 1226 | 1401 | 1629 |
| Quellen: Cassini und INSEE |      |      |      |      |      |      |      |

Mit 1985 Einwohnern (Stand 1. Januar 2022) gehört Marcellaz-Albanais zu den kleineren Gemeinden des Département Haute-Savoie. Im Verlauf des 20. Jahrhunderts nahm die Einwohnerzahl aufgrund starker Abwanderung kontinuierlich ab (1901 wurden in Marcellaz-Albanais noch 1215 Einwohner gezählt). Seit Mitte der 1970er Jahre verzeichnete der Ort jedoch auf Grund seiner Lage und der Nähe zu Annecy wieder eine markante Bevölkerungszunahme.

## Wirtschaft und Infrastruktur
Marcellaz-Albanais war bis weit ins 20. Jahrhundert hinein ein vorwiegend durch die Landwirtschaft geprägtes Dorf. Heute gibt es verschiedene Betriebe des Kleingewerbes. Ansonsten hat sich das Dorf zu einer Wohngemeinde entwickelt. Viele Erwerbstätige sind Wegpendler, die in den größeren Ortschaften der Umgebung, insbesondere im Raum Annecy ihrer Arbeit nachgehen.
Die Ortschaft liegt abseits der größeren Durchgangsstraßen an der Departementsstraße D16, die von Annecy nach Rumilly führt. Weitere Straßenverbindungen bestehen mit Hauteville-sur-Fier, Saint-Sylvestre und Montagny-les-Lanches. Der nächste Anschluss an die Autobahn A41 befindet sich in einer Entfernung von rund zwölf Kilometern. Im Nachbarort Hauteville-sur-Fier befand sich der Bahnhof Marcellaz-Hauteville an der Bahnstrecke Aix-les-Bains–Annemasse.